# Predné holisko
Predné holisko (949 m n.p.m.) – szczyt w Paśmie Kojszowskiej Hali w Górach Wołowskich w Łańcuchu Rudaw Słowackich we wschodniej Słowacji.

## Położenie
Szczyt wznosi się we wschodniej części pasma, w głównym grzbiecie Gór Wołowskich. Jest ostatnim wybitniejszym szczytem w tym grzbiecie: poczynając od niego grzbiet ten schodzi w kierunku wschodnim ku przełęczy Jahodná, stanowiącej wschodnie ograniczenie Gór Wołowskich.

## Charakterystyka
Kopuła szczytowa spłaszczona, o kształcie niewielkiego bochna, wydłużonego w kierunku północ-południe. Grzbiet w kierunku wschodnim obniża się systematycznie w kierunku wspomnianej przełęczy Jahodná, w kierunku zachodnim natomiast idzie przez dłuższy czas zupełnie połogo. Stoki dość strome, dość słabo rozczłonkowane dolinkami drobnych cieków wodnych. Swe źródła mają tu: na stokach północno-wschodnich potok Belá, na stokach północno-zachodnich potok Košarisko (dopływ potoku Opátka), na południowych Myslavský potok – wszystkie w dorzeczu Hornadu. Jedynie stoki południowo-zachodnie odwadnia Hlboký potok, dopływ Idy, już w dorzeczu Bodvy.
W kierunku północnym od szczytu odchodzi masywny grzbiet, który wkrótce opada w kierunku północno-wschodnim na Železný vrch (817 m n.p.m.), następnie idzie połogo w kierunku północno-zachodnim na Barandov diel (812 m n.p.m.), po czym długo i łagodnie opada ku północy pomiędzy doliny wspomnianych Beléj i Opátki aż po brzeg zbiornika zaporowego Ružín. Natomiast w kierunku południowym od szczytu odchodzi wąski grzbiet, który następnie systematycznie opada w kierunku południowo-wschodnim przechodząc w niski dział, stanowiący wododział między dorzeczami Hornadu i Bodvy.
Cały masyw jest zalesiony, jedynie od strony południowo-wschodniej pod szczytem znajduje się niewielka polana.

## Turystyka
Na wspomnianej polanie pod szczytem wznosi się popularne schronisko turystyczne znane jako Chata Lajoška. Jest ono węzłem znakowanych szlaków turystycznych. M. in. drogą wzdłuż południowej podstawy kopuły szczytowej biegnie najdłuższy szlak słowackich gór – czerwono  znakowana Cesta hrdinov SNP. Sam szczyt, całkowicie zalesiony, z reguły nie jest  odwiedzany przez turystów.